# Helgolandsbukten

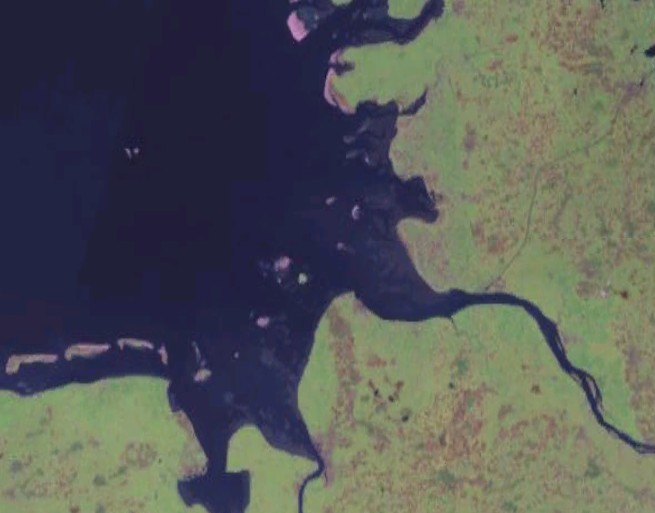
Satellitbild i falskfärg över Helgolandsbukten; Helgoland och Düne är de två små öarna i övre vänstra kvadranten.

Helgolandsbukten (tyska: Helgoländer Bucht) är den sydöstra, innersta delen av Tyska bukten, en del av Nordsjön, inkluderande området kring floderna Elbes och Wesers mynningar. Bukten är namngiven efter ön Helgoland, som markerar dess nordvästliga gräns.
Helgolandsbukten har ett djup som inte överskrider 20 meter och starka tidvattensströmmar. Bukten fungerar som ett uppväxtområde för sill och plattfisk. En intensiv sjöfart förekommer med trafik till hamnarna i Hamburg, Cuxhaven och Bremerhaven.
Vid denna bukt utkämpades första och andra slaget vid Helgolandsbukten under första världskriget.